# 崩则错
崩则错（藏語：བང་མཚེའུ་མཚོ，威利转写：bang mtshe'u mtsho，THL：Bangtseu Tso）位于中国西藏自治区那曲市尼玛县境内，地处尼玛县东南部，色林错以北约18公里处。湖面海拔4536米，面积18.5平方公里。湖区气候干寒，年均气温-2℃，年均降水量250毫米。湖水主要依靠地表径流补给，集水区面积509.5平方公里。湖水从南部出流注入郭加林湖。